# Lilla Rytterne församling
Lilla Rytterne församling var en församling i Västerås stift i nuvarande Västerås kommun. Församlingen uppgick 1818 i Rytterne församling.

## Administrativ historik
Församlingen har medeltida ursprung och uppgick 1818 med Stora Rytterne församling i Rytterne församling, efter att från 1325 delat pastorat och före dess utgjort ett eget pastorat.